# Neostagonosporella
Neostagonosporella is een monotypisch geslacht van schimmels behorend tot de familie Phaeosphaeriaceae. Het bevat alleen Neostagonosporella sichuanensis.